# 雌岡山
雌岡山（めっこうさん）は、神戸市西区神出町にある標高249ｍの山である。東播台地上の独立峰。
東に約2km離れた雄岡山と2つのため池（金棒池、大皿池）をはさみ対峙する。2山は古くから信仰の対象とされ、共にふるさと兵庫100山に選定されている。
山頂には神出神社（雌岡山牛頭天王）をはじめ裸石神社、姫石神社があり、牛頭天王も祀っていたことから古くは「天王山（てんのはん）」とも呼ばれていた。現在でも通称として存在する。

## 概要

### 神出神社
山頂には神出神社が鎮座し、祭神に素戔嗚尊、奇稲田姫命、大己貴命を祀る。最初に素戔嗚尊、奇稲田姫命がこの山に降臨し、薬草を採取、住民の病を治療したり農耕を指導した。2神の間には多くの神々が生まれたが、そのうちでも大己貴命はこの地で生誕した。こうした事実より、この地を神出と呼ぶに至った。大同4年（809年）には平城天皇が諸国巡幸の際に立ち寄り、故事をしのび3柱の神を勧請祭祀した。ここに神出神社が起こる。のちに明治7年（1874年）2月に村社に、明治14年（1882年）には郷社となった。
現地には「毎日登山会」があり、毎朝、神社前広場は登山者でにぎわう。広場からは淡路島、播磨灘、裏六甲の山並みからなど180度の眺望が開け、近年開発された西神ニュータウンの一部や、その手前の明石川や田園地帯が見える。雄岡山は木の間隠れに山頂が見える程度。

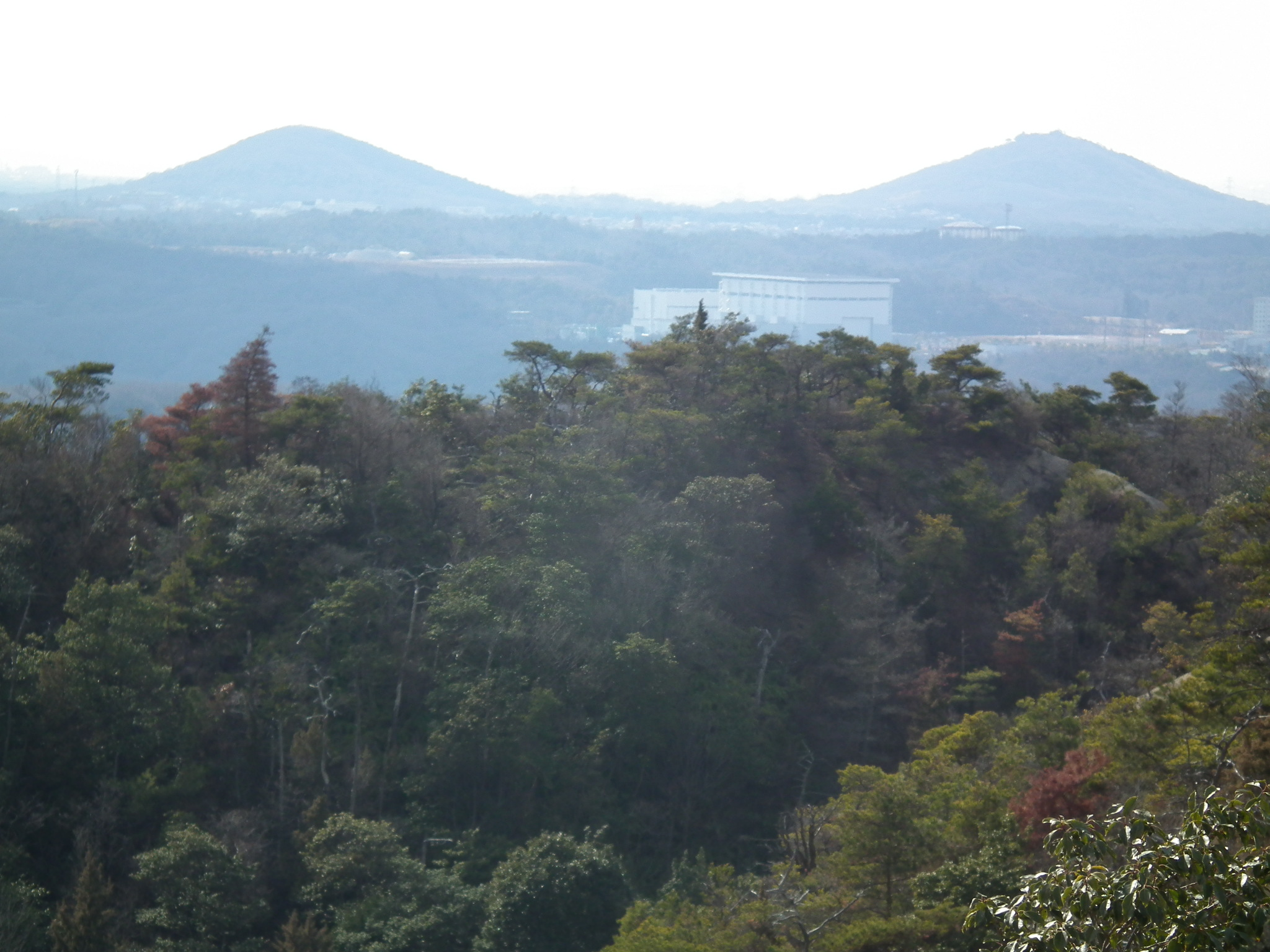
雌岡山・雄岡山（神戸市北区淡河町 シビレ山麓より）

### 伝説
雄岡山と雌岡山は、ほぼ同じ標高と形状で対をなすように東西に並んでいるが、太古より遠くから見るとその様子が子牛の角のようにも見えたことから、雄牛、雌牛と呼ばれることがあった。神話では雄岡と芽雌岡は夫婦の神で、男の神である雄岡が小豆島の美人神に惚れ、妻の制止を振りきり鹿に乗って会いに行ったが、途中、淡路島の漁師に弓で撃たれ、男神は鹿ともども海中に沈んだ。すると、鹿はたちまち赤い石に変化し、それが明石の地名の起こりとも伝えられる。

### 裸石神社と姫石神社

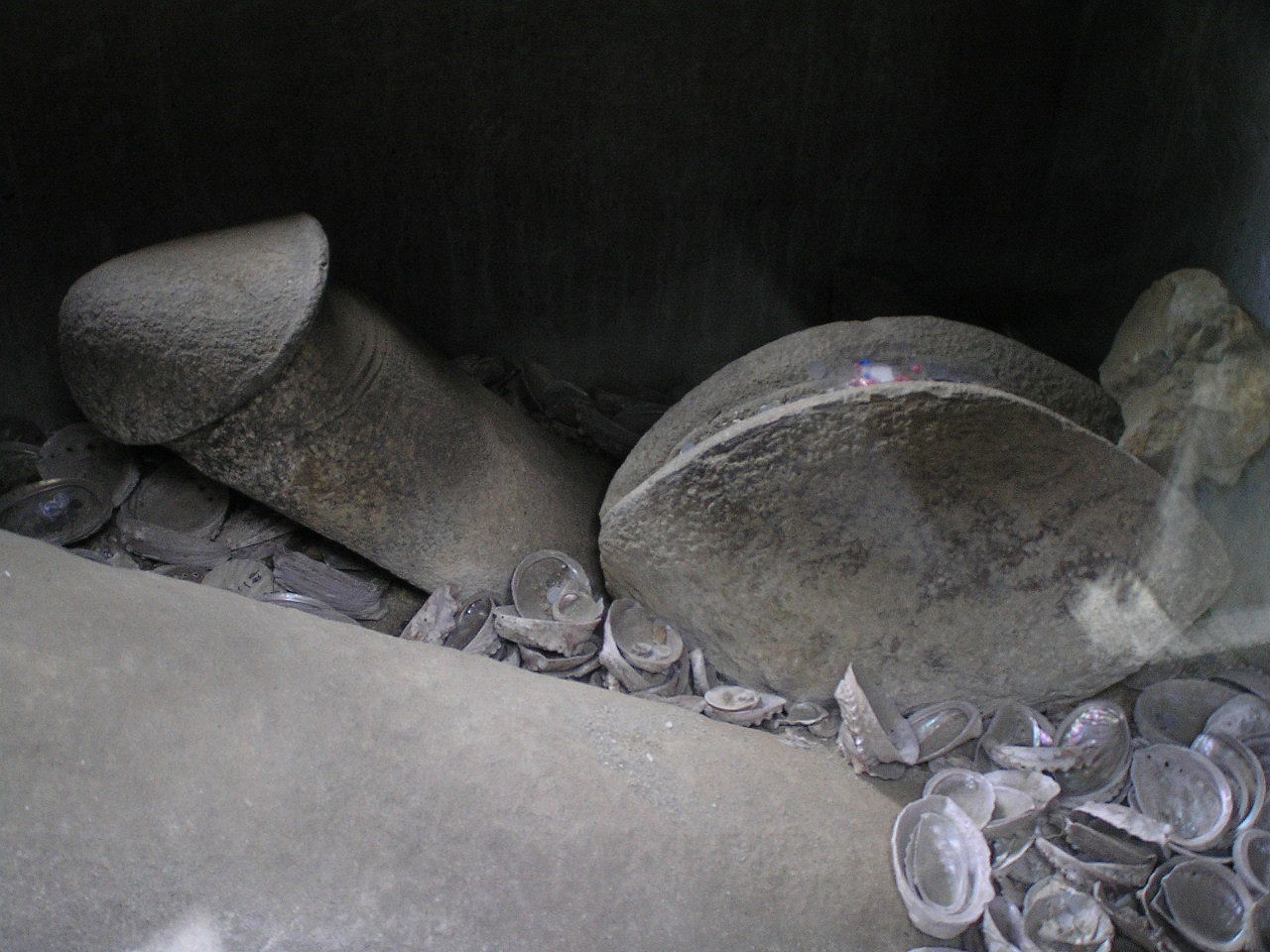
裸石神社の巨大なご神体

山頂からやや下がった杉林の中に裸石（らいせき）神社があり、小さな社殿があり本殿の中に、巨大な石の男根を含め、男根が3体祀られている。うち、ひとつは折れた鳥居から作られたものである。また、女陰石も一体かたわらに置かれる。これらは触れることはできないが、格子越しに覗き見ることができる。男根の周りにはおびただしい数の鮑子貝殻が敷き詰められる。これは、神社に参拝する者が奉納したものであり、かつては山に多くのカタクリが自生していたことから、村の娘たちが春には花摘みに行くと言って、裸石神社のご神体をお参りしに来た名残でもある。裸石神社の側には姫石神社があり、ご神体は巨大な露出した苔むした岩岩で、女性器に見立てたものである。